# Heliobolus neumanni
Heliobolus neumanni là một loài thằn lằn trong họ Lacertidae. Loài này được Tornier mô tả khoa học đầu tiên năm 1905.